# Élection présidentielle kényane d'août 2017
L'élection présidentielle kényane d'août 2017 s'est tenue le 8 août 2017 pour élire le président de la République dans le cadre des élections générales. Le président sortant, Uhuru Kenyatta, est réélu dès le premier tour avec près de 55 % des suffrages. Ce résultat est cependant annulé le 1er septembre 2017 par la Cour suprême du Kenya.

## Système électoral
Le président de la république du Kenya est élu au scrutin uninominal majoritaire à deux tours. Pour remporter le premier tour le candidat doit obtenir 50 % des votes et 25 % des votes dans plus de la moitié des 47 comtés. Si le président n'est pas élu au premier tour, un second tour a lieu avec uniquement les deux candidats ayant obtenu le plus grand nombre de votes au premier tour.

## Candidatures
Les candidats enregistrés par la Commission indépendante électorale et des circonscriptions (en) sont :
- John Aukot ;
- Mohamed Dida ;
- Shakhalaga Jirongo (en) ;
- Japheth Kaluyu ;
- Uhuru Kenyatta ;
- Michael Mwaura ;
- Joseph Nyagah (en) ;
- Raila Odinga[3].

## Résultats
| Inscrits                 | Inscrits                 | Inscrits                         | 19 646 673 |             |  |  |
| Abstentions              | Abstentions              | Abstentions                      | 4 522 377  | 23,02 %     |  |  |
| Votants                  | Votants                  | Votants                          | 15 124 296 | 76,98 %     |  |  |
|                          |                          |                                  |            |             |  |  |
| Bulletins enregistrés    | Bulletins enregistrés    | Bulletins enregistrés            | 15 124 296 |             |  |  |
| Bulletins blancs ou nuls | Bulletins blancs ou nuls | Bulletins blancs ou nuls         | 0          | 0 %         |  |  |
| Suffrages exprimés       | Suffrages exprimés       | Suffrages exprimés               | 15 124 296 | 100 %       |  |  |
|                          |                          |                                  |            |             |  |  |
|                          | Candidat                 | Parti                            | Suffrages  | Pourcentage |  |  |
|                          | Uhuru Kenyatta           | Jubilee                          | 8 196 079  | 54,19 %     |  |  |
|                          | Raila Odinga             | Mouvement démocrate orange       | 6 793 902  | 44,92 %     |  |  |
|                          | Joseph Nyagah            | SE                               | 37 888     | 0,25 %      |  |  |
|                          | Mohamed Dida             | Alliance pour un réel changement | 37 334     | 0,25 %      |  |  |
|                          | John Aukot               | Alliance de la troisième voie    | 27 342     | 0,18 %      |  |  |
|                          | Japheth Kaluyu           | SE                               | 11 635     | 0,08 %      |  |  |
|                          | Shakhalaga Jirongo       | Parti démocratique uni           | 11 268     | 0,07 %      |  |  |
|                          | Michael Mwaura           | SE                               | 8 848      | 0,06 %      |  |  |

## Réactions et annulation
L'annonce des résultats provisoires, le mercredi 9 août, déclenche des affrontements entre les électeurs de Raila Odinga et les forces de l'ordre faisant au moins 21 morts.
La Cour suprême du Kenya est saisie par Raila Odinga concernant les résultats de cette élection le 18 août 2017. Elle déclare les résultats de celle-ci invalide par 4 voix sur 7, dont deux oppositions et un absent, car elle « n'a pas été conduite en accord avec la Constitution » le 1er septembre 2017. Une nouvelle élection doit avoir lieu 60 jours au maximum après la décision,. Sur les quelque 41 000 documents attestant du décompte devant être fournis par la commission électorale, plus d'un quart sont manquants, invalides ou présentent des irrégularités. Le nombre important de ces documents valides manquants porte ainsi le doute sur plus de sept millions de voix, soit bien plus que le million et demi séparant Kenyatta d'Odinga
Le 4 septembre, la Commission indépendante électorale et des circonscriptions (en) annonce que la nouvelle élection présidentielle se tiendra le 17 octobre,,,, puis le scrutin est reporté au 26 octobre 2017. Elle oppose uniquement les deux candidats ayant récolté le plus de voix lors de l'élection invalidée, Uhuru Kenyatta et Raila Odinga. Le 26 octobre, le vote est boycotté par une partie de la population et des violences ont lieu en marge du scrutin.